# Campeonato Sudamericano de Natación de 1935
El Campeonato Sudamericano de Natación de 1935 se celebró en Club de Regatas Guanabara en Río de Janeiro, Brasil. Esta tercera edición contó con la participación de mujeres por primera vez, compitiendo en seis pruebas.

## Resultados

### Masculino
| Prueba          | Ganador                                                                           |
| --------------- | --------------------------------------------------------------------------------- |
| 100 m libre     | Guillermo Panelo                                                                  |
| 100 m pecho     | Guillermo Zeissl 1:17.0                                                           |
| 200 m pecho     | Guillermo Zeissl 2:53.7                                                           |
| 4 x 100 m libre | Argentina Guillermo Panelo Leopoldo Tahier Alfredo Rocca Roberto Peper 4.09.2 RS  |
| 4x200 m. libre  | Argentina Guillermo Panelo Leopoldo Tahier Alfredo Rocca Roberto Peper 9:34.0. RS |

### Mujeres
| Prueba          | Ganadora                                                                         |
| --------------- | -------------------------------------------------------------------------------- |
| 100 m libre     | Jeanette Campbell 1:08. RS                                                       |
| 400 m libre     | Jeanette Campbell 5:47.8. RS                                                     |
| 100 m espalda   | Maria Lenk                                                                       |
| 200 m pecho     | Maria Lenk                                                                       |
| 4 x 100 m libre | Argentina Jeanette Campbell Úrsula Frick Alicia Laviaguerre Celia Milberg 5:11.5 |

### Waterpolo
| Evento    | Oro    | Plata     | Bronce  |
| --------- | ------ | --------- | ------- |
| Masculino | Brasil | Argentina | Uruguay |